# Patricia Ott
Patricia Ott, née le 15 mai 1960 à Francfort-sur-le-Main (Allemagne de l'Ouest), est une ancienne joueuse de hockey sur gazon allemande. Elle est médaillée d'argent aux Jeux de 1984.

## Carrière
Elle est détentrice d'une médaille d'argent olympique en 1984.

## Palmarès

### Jeux olympiques
- médaille d'argent du tournoi féminin en 1984 à Los Angeles,  États-Unis